# Campeonato Mundial de Atletismo de 2013 - 10000 m masculino
A prova dos 10000 metros masculino do Campeonato Mundial de Atletismo de 2013 foi disputada em 10 de agosto no Estádio Lujniki, em Moscou. 

## Recordes
Antes desta competição, os recordes mundiais e do campeonato nesta prova eram os seguintes:
| Tipo                  | Atleta          | Tempo    | Local    | Data                 | Ref |
| --------------------- | --------------- | -------- | -------- | -------------------- | --- |
|                       | Kenenisa Bekele | 26:17:53 | Bruxelas | 26 de agosto de 2005 | ver |
| Recorde do campeonato | Kenenisa Bekele | 26:43:31 | Berlim   | 17 de agosto de 2009 | ver |

## Medalhistas
| Ouro                | Prata                | Bronze                      |
| Mohamed Farah (GBR) | Ibrahim Jeilan (ETH) | Paul Kipngetich Tanui (KEN) |

## Cronograma
| Data         | Hora  | Evento |
| ------------ | ----- | ------ |
| 10 de agosto | 18:55 | Final  |

Todos os horários são horas locais (UTC +4)

## Resultados

### Final
A corrida foi iniciada às 18:55. 
| Classificação.    | Atleta                  | Nacionalidade  | Tempo    | Nota |
| ----------------- | ----------------------- | -------------- | -------- | ---- |
| Medalha de ouro   | Mohamed Farah           | Grã-Bretanha   | 27'21"71 | SB   |
| Medalha de prata  | Ibrahim Jeilan          | Etiópia        | 27'22"23 | SB   |
| Medalha de bronze | Paul Kipngetich Tanui   | Quênia         | 27'22"61 |      |
| 4                 | Galen Rupp              | Estados Unidos | 27'24"39 | SB   |
| 5                 | Abera Kuma              | Etiópia        | 27'25"27 |      |
| 6                 | Bedan Karoki Muchiri    | Quênia         | 27'27"17 |      |
| 7                 | Kenneth Pibrop Kipkemoi | Quênia         | 27'28"50 | SB   |
| 8                 | Nguse Amloson           | Eritreia       | 27'29"21 | SB   |
| 9                 | Mohammed Ahmed          | Canadá         | 27'35"76 | SB   |
| 10                | Dathan Ritzenhein       | Estados Unidos | 27'37"90 | SB   |
| 11                | Thomas Ayeko            | Uganda         | 27'40"96 | SB   |
| 12                | Imane Merga             | Etiópia        | 27'42"02 |      |
| 13                | Moses Ndiema Kipsiro    | Uganda         | 27'44"53 | SB   |
| 14                | Cameron Levins          | Canadá         | 27'47"89 | SB   |
| 15                | Tsuyoshi Ugachi         | Japão          | 27'50"79 | SB   |
| 16                | Dejen Gebremeskel       | Etiópia        | 27'51"88 |      |
| 17                | Goitom Kifle            | Eritreia       | 27'56"38 |      |
| 18                | Chris Derrick           | Estados Unidos | 28'04"54 | SB   |
| 19                | Daniele Meucci          | Itália         | 28'06"74 | SB   |
| 20                | Stephen Mokoka          | África do Sul  | 28'11"61 |      |
| 21                | Suguru Osako            | Japão          | 28'19"50 |      |
| 22                | Timothy Toroitich       | Uganda         | 28'33"61 |      |
| 23                | Bashir Abdi             | Bélgica        | 28'41"69 |      |
| 24                | Collis Birmingham       | Austrália      | 28'44"82 | SB   |
| 25                | Yevgeny Rybakov         | Rússia         | 28'47"49 |      |
| 26 !              | Robert Kajuga           | Ruanda         | DNF      |      |
| 26 !              | Yuki Sato               | Japão          | DNF      |      |
| 26 !              | Jake Robertson          | Nova Zelândia  | DNF      |      |
| 26 !              | Polat Kemboi Arıkan     | Turquia        | DNF      |      |
| 26 !              | Alemu Bekele            | Bahrein        | DNF      |      |
| 26 !              | Teklemariam Medhin      | Eritreia       | DNF      |      |
| 26 !              | Juan Luis Barrios       | México         | DNF      |      |
| 26 !              | Ben St.Lawrence         | Austrália      | DNS      |      |
| 26 !              | Ali Hasan Mahbood       | Bahrein        | DNS      |      |
| 26 !              | Moukheld Al-Outaibi     | Arábia Saudita | DNS      |      |

Legenda
| Recorde mundial       | Recorde mundial (World record)               |                       | Recorde africano                      | Recorde africano (African) |                                           | Q | Classificado por posição (Qualified) |
| Recorde do campeonato | Recorde do campeonato (Championship record)  | Recorde da América    | Recorde da América (Americas)         | q                          | Classificado por melhor tempo (Qualified) |   |                                      |
| Melhor marca do ano   | Melhor marca do ano (World leading)          | Recorde asiático      | Recorde asiático (Asian)              | DNS                        | Não largou (Did not start)                |   |                                      |
| Recorde nacional      | Recorde nacional (National record)           | Recorde europeu       | Recorde europeu (European)            | DNF                        | Não terminou (Did not finish)             |   |                                      |
| Recorde pessoal       | Recorde pessoal do atleta (Personal best)    | Recorde da Oceania    | Recorde da Oceania (Oceania)          | DSQ / DQ                   | Desclassificado (Disqualified)            |   |                                      |
| Recorde da temporada  | Recorde da temporada do atleta (Season best) | Recorde sul-americano | Recorde sul-americano (South America) | NM                         | Sem marca (No mark)                       |   |                                      |